# A. Tryfiatis-Tripiaris
A. Tryfiatis-Tripiaris (em grego:  Α. Τρυφιατης-Τρυπιαπης; nasceu? – faleceu?) foi um ciclista grego. Ele competiu nos Jogos Olímpicos de Verão de 1896, em Atenas.
Tryfiatis-Tripiaris competiu na corrida de 12 horas, mas não terminou.